# Белегиш
Белегиш је насеље у Србији у општини Стара Пазова у Сремском округу. Према попису из 2022. било је 2535 становника.

## Географија
Белегиш се налази у источном делу Срема, на десној обали Дунава, око 36 km северно од Београда. Смештено је на територији општине Стара Пазова. Белегишки риболовни терени спадају у познатије у региону.

## Историја
У бронзаном добу је на овом подручју постојала Белегишка археолошка култура, названа по овом насељу.
У старом веку подручје Белегиша је вероватно спадало у територију Басијане. У близини села пронађен је велик фонд праисторијске и римске керамике.
Белегиш је настао у  веку, кад су се 23 породице доселиле на десној обали Дунава. Саградили су малу цркву од плетера, покривену трском. Године 1731. изграђена је друга, модернија црква. Тада је село већ бројало 230 кућа.
Пошто је Дунав односио брег на ком је била друга црква, зидови су почели да пуцају и тону у земљу. Садашња црква у Белегишу је трећа која је подигнута откако је село настало. Црква има два торња и највећа је у сремској епархији, изграђена 1927. године, у центру села. Иконе у новој цркви је осликао Стеван Стефановић из Сремских Карловаца, и те иконе су допуне старом иконостасу из 1877. године, који је радио иконописац Никола Марковић. Црква је почела да пропада и санирање је почело 1998. године.
Црква је посвећена преносу моштију светога оца Николаја и слави се 22. маја.
Српско ратарско певачко друштво је добило свој дом у мају 1939.
За време Другог светског рата Белегиш је био партизанска база. А 14. марта 1944. године у Белегишу је формиран Главни Народноослободилачки одбор Војводине.
У Белегишу је 1925. рођена Вера Мишчевић, партизанка и борац Треће војвођанске бригаде. Вера је погинула октобра 1944. године, код Обреновца, током борби у склопу Београдске операције. Године 1953. проглашена је за народног хероја, а 1974. у селу јој је подигнут споменик, испред Основне школе, која носи њено славно име.

## Демографија
У насељу Белегиш живи 2521 пунолетни становник, а просечна старост становништва износи 40,4 година (39,2 код мушкараца и 41,7 код жена). У насељу има 1016 домаћинстава, а просечан број чланова по домаћинству је 3,07.
Ово насеље је великим делом насељено Србима (према попису из 2002. године), а у последња три пописа, примећен је пораст у броју становника.
|             | \| Демографија[3] \| Демографија[3] \| Демографија[3] \| \| Година \| Становника \| Становника \| \| -------------- \| -------------- \| -------------- \| \| 1948. \| 2.366 \| \| \| 1953. \| 2.505 \| \| \| 1961. \| 2.633 \| \| \| 1971. \| 2.440 \| \| \| 1981. \| 2.430 \| \| \| 1991. \| 2.605 \| 2.542 \| \| 2002. \| 3.116 \| 3.220 \| \| 2011. \| 2.973 \| \| |            |
| Демографија | |            |
| Година      | Становника | Становника |
| 1948.       | 2.366 |            |
| 1953.       | 2.505 |            |
| 1961.       | 2.633 |            |
| 1971.       | 2.440 |            |
| 1981.       | 2.430 |            |
| 1991.       | 2.605 | 2.542      |
| 2002.       | 3.116 | 3.220      |
| 2011.       | 2.973 |            |

| Етнички састав према попису из 2002.‍ | Етнички састав према попису из 2002.‍ | Етнички састав према попису из 2002.‍ | Етнички састав према попису из 2002.‍ | Етнички састав према попису из 2002.‍ |
| ------------------------------------ | ------------------------------------ | ------------------------------------ | ------------------------------------ | ------------------------------------ |
|                                      |                                      |                                      |                                      |                                      |
| Срби                                 | Срби                                 |                                      | 2.910                                | 93,38%                               |
| Роми                                 | Роми                                 |                                      | 100                                  | 3,20%                                |
| Словаци                              | Словаци                              |                                      | 14                                   | 0,44%                                |
| Хрвати                               | Хрвати                               |                                      | 10                                   | 0,32%                                |
| Македонци                            | Македонци                            |                                      | 8                                    | 0,25%                                |
| Црногорци                            | Црногорци                            |                                      | 7                                    | 0,22%                                |
| Мађари                               | Мађари                               |                                      | 7                                    | 0,22%                                |
| Југословени                          | Југословени                          |                                      | 3                                    | 0,09%                                |
| Украјинци                            | Украјинци                            |                                      | 1                                    | 0,03%                                |
| Немци                                | Немци                                |                                      | 1                                    | 0,03%                                |
| Бугари                               | Бугари                               |                                      | 1                                    | 0,03%                                |
| непознато                            | непознато                            |                                      | 54                                   | 1,73%                                |

| \| \| м \| \| \| ж \| \| ? \| 14 \| \| \| 26 \| \| 80+ \| 25 \| \| \| 44 \| \| 75—79 \| 25 \| \| \| 59 \| \| 70—74 \| 89 \| \| \| 75 \| \| 65—69 \| 80 \| \| \| 127 \| \| 60—64 \| 96 \| \| \| 88 \| \| 55—59 \| 70 \| \| \| 79 \| \| 50—54 \| 123 \| \| \| 107 \| \| 45—49 \| 144 \| \| \| 133 \| \| 40—44 \| 115 \| \| \| 130 \| \| 35—39 \| 92 \| \| \| 88 \| \| 30—34 \| 83 \| \| \| 79 \| \| 25—29 \| 120 \| \| \| 95 \| \| 20—24 \| 121 \| \| \| 105 \| \| 15—19 \| 121 \| \| \| 100 \| \| 10—14 \| 94 \| \| \| 86 \| \| 5—9 \| 77 \| \| \| 83 \| \| 0—4 \| 61 \| \| \| 62 \| \| Просек : \| 39,2 \| \| \| 41,7 \| |      |  |  |      |
| |      |  |  |      |
| | м    |  |  | ж    |
| ? | 14   |  |  | 26   |
| 80+ | 25   |  |  | 44   |
| 75—79 | 25   |  |  | 59   |
| 70—74 | 89   |  |  | 75   |
| 65—69 | 80   |  |  | 127  |
| 60—64 | 96   |  |  | 88   |
| 55—59 | 70   |  |  | 79   |
| 50—54 | 123  |  |  | 107  |
| 45—49 | 144  |  |  | 133  |
| 40—44 | 115  |  |  | 130  |
| 35—39 | 92   |  |  | 88   |
| 30—34 | 83   |  |  | 79   |
| 25—29 | 120  |  |  | 95   |
| 20—24 | 121  |  |  | 105  |
| 15—19 | 121  |  |  | 100  |
| 10—14 | 94   |  |  | 86   |
| 5—9 | 77   |  |  | 83   |
| 0—4 | 61   |  |  | 62   |
| Просек : | 39,2 |  |  | 41,7 |

| Година пописа     | 1948. | 1953. | 1961. | 1971. | 1981. | 1991. | 2002. |
| ----------------- | ----- | ----- | ----- | ----- | ----- | ----- | ----- |
| Број домаћинстава | 564   | 640   | 665   | 670   | 731   | 790   | 1.016 |

| Број чланова      | 1   | 2   | 3   | 4   | 5   | 6  | 7  | 8 | 9 | 10 и више | Просек |
| ----------------- | --- | --- | --- | --- | --- | -- | -- | - | - | --------- | ------ |
| Број домаћинстава | 173 | 265 | 183 | 218 | 101 | 58 | 13 | 2 | 1 | 2         | 3,07   |

| Пол    | Укупно | Неожењен/Неудата | Ожењен/Удата | Удовац/Удовица | Разведен/Разведена | Непознато |
| ------ | ------ | ---------------- | ------------ | -------------- | ------------------ | --------- |
| Мушки  | 1.318  | 381              | 812          | 65             | 45                 | 15        |
| Женски | 1.335  | 237              | 801          | 238            | 49                 | 10        |
| УКУПНО | 2.653  | 618              | 1.613        | 303            | 94                 | 25        |

| Пол    | Укупно                    | Пољопривреда, лов и шумарство | Рибарство                            | Вађење руде и камена | Прерађивачка индустрија       |
| ------ | ------------------------- | ----------------------------- | ------------------------------------ | -------------------- | ----------------------------- |
| Мушки  | 676                       | 273                           | 1                                    | 2                    | 153                           |
| Женски | 369                       | 132                           | 0                                    | 0                    | 66                            |
| Укупно | 1.045                     | 405                           | 1                                    | 2                    | 219                           |
|        |                           |                               |                                      |                      |                               |
| Пол    | Производња и снабдевање   | Грађевинарство                | Трговина                             | Хотели и ресторани   | Саобраћај, складиштење и везе |
| Мушки  | 13                        | 24                            | 64                                   | 8                    | 29                            |
| Женски | 2                         | 3                             | 52                                   | 15                   | 9                             |
| Укупно | 15                        | 27                            | 116                                  | 23                   | 38                            |
|        |                           |                               |                                      |                      |                               |
| Пол    | Финансијско посредовање   | Некретнине                    | Државна управа и одбрана             | Образовање           | Здравствени и социјални рад   |
| Мушки  | 0                         | 9                             | 12                                   | 4                    | 8                             |
| Женски | 4                         | 10                            | 7                                    | 17                   | 35                            |
| Укупно | 4                         | 19                            | 19                                   | 21                   | 43                            |
|        |                           |                               |                                      |                      |                               |
| Пол    | Остале услужне активности | Приватна домаћинства          | Екстериторијалне организације и тела | Непознато            | Непознато                     |
| Мушки  | 9                         | 0                             | 0                                    | 67                   | 67                            |
| Женски | 8                         | 0                             | 0                                    | 9                    | 9                             |
| Укупно | 17                        | 0                             | 0                                    | 76                   | 76                            |

### Презимена
Присутнија презимена у селу: Бабић, Баришић, Бараћ, Белановић, Божић, Веренчевић, Војновић, Воларевић, Вукашинац, Вулетић, Вукелић, Градић, Грбић, Грозданић, Девић, Ђекић, Живановић, Загорац, Златовић, Јазић, Јеловац, Јованов, Јовановић, Костић, Коцић, Кривошија, Лончар, Мамузић, Маринковић, Маркушевић, Мијић, Милиновић, Миљуш, Мирчетић, Мишчевић, Мутовчиев, Ненадовић, Новоселац, Опачић, Пеиновић, Перишић, Пецињачки, Пецић, Поповић, Радаковић, Радиновић, Радојчић, Ранковић, Растовић, Рашић, Рељић, Секанић, Станисављевић, Стефановић, Стојић, Суботић, Тошић, Трипчевски, Цвејић, Чобановић, Чортан.

## Култура
Када је 1853. године прослављан Св. Сава у месту, уз пуцање топова, литургију је држао парох поп Светозар Тарбук. Након тога заузимањем трговца Совре Ранковића, основали су граничари "српску библиотеку", при цркви. „Српско ратарско певачко друштво“ основано је 1927. године на иницијативу учитељице Милице Маринковић. Друштво је на певачким такмичењима постизало запажене резултате и стекло велики углед. У поклонственој депутацији старопазовачког среза на Опленац певало је у крипти на помену Краљу Александру у новембру 1934. године. Опело је преносио радио Београд. На певачком такмичењу у Новом Саду 1936. године Српско ратарско певачко друштво је освојило прво место. Спасовдан, слава друштва, због масовног окупљања омладине из Белегиша и суседних места, постао је и остао сеоска слава.

## Занимљивости
- На ади преко пута Белегиша сниман је филм Емира Кустурице „Црна мачка, бели мачор“.

## Галерија
- ОШ Вера Мишчевић у Белегишу 2022.
- Споменик НОБ
- споменик Вери Мишчевић, испред школе
- Центар села
- Православна црква у Белегишу
- Православна црква у Белегишу
- Православна црква у Белегишу
- Православна црква у Белегишу
- Православна црква у Белегишу
- Православна црква у Белегишу
- Православна црква у Белегишу
- Православна црква у Белегишу
- Залазак сунца у Белегишу
- Белегишки брег код чамаца
- Високи водостај Дунава
- Српска православна капела на Белегишком гробљу